# В водовороте неприятностей
«В водовороте неприятностей» (англ. No Entry) — кинофильм, снятый в Болливуде в 2005 году и ставший хитом года в Индии.

## Сюжет
Кишен (Анил Капур) работает главным редактором газеты и является эталоном верного мужа. Однако его семейное счастье всё время находится под угрозой из-за болезненной ревности его жены Каджал (Лара Датта). В отличие от него, его друг Прем (Салман Хан) — настоящий ловелас и не пропускает ни одну красотку, но при этом ему удаётся снять с себя все подозрения. Он искренне сочувствует Кишену и предлагает ему изменить свой образ жизни — завести любовницу и научиться обманывать жену, как это делает большинство мужчин. Кишену эта идея определённо нравится, но в успех он не верит.
Тогда Прем уговаривает Бобби (Бипаша Басу), танцовщицу из ночного клуба «No Entry», не отличающуюся высокой нравственностью, соблазнить Кишена и стать его любовницей. За это он предлагает ей 200 000 рупий. Но во время первого свидания их застаёт Каджал и требует объяснений. Как раз в этот момент в доме появляется сотрудник Кишена, Санни (Фардин Хан), и Кишен, недолго думая, выдаёт Бобби за его жену. Этот необдуманный шаг становится началом конца плана, задуманного Премом. Поскольку у Санни есть невеста, Санджана (Селина Джейтли), то встречая его с ней, Каджал принимает её за его любовницу. А после того, как Санни женится на ней, ревнивой жене становится ясно, что её обманули. Теперь приятели должны объяснить не только ей, но и Санджане, кто такая Бобби, и что она делала в обществе их мужей. Совсем запутавшись, друзья вызывают Према из отпуска и просят его что-нибудь придумать. Прем рассказывает двум жёнам очень правдоподобную историю о своей женитьбе на Бобби вопреки воле отца, который заставил его затем жениться на другой, и теперь бедный Прем вынужден скрывать, что Бобби его жена, а его верные друзья помогают ему в этом. Наивные женщины чуть было не поверили в эту историю, но к несчастью Према всё это слышала его жена Пуджа. Теперь проблема возникла и у него…